# Col Kancamagus
Le col Kancamagus (Kancamagus Pass en anglais) est un col de montagne situé à 863 m d'altitude dans la forêt nationale de White Mountain et traversé par la route NH 112 (ou Kancamagus Highway) entre la ville de Lincoln et Conway dans l'État américain du New Hampshire.

## Toponymie
Le nom provient de Kancamagus (prononcé « KH-ah-MAW-gus », « l’intrépide »), troisième et dernier sachem de la confédération Pennacooks, une tribu amérindienne. Neveu de Wonalancet et petit-fils de Passaconaway, Kancamagus a dirigé ce qui est maintenant le Sud du New Hampshire. Lassé de la lutte contre les colons anglais, il a décidé en 1691 de se déplacer vers le Nord du New Hampshire et ensuite demeurer dans ce qui est maintenant le Québec.

## Géographie
Le col est situé entre le mont Kancamagus au sud et le mont Huntington au nord.